# Южный округ (Израиль)

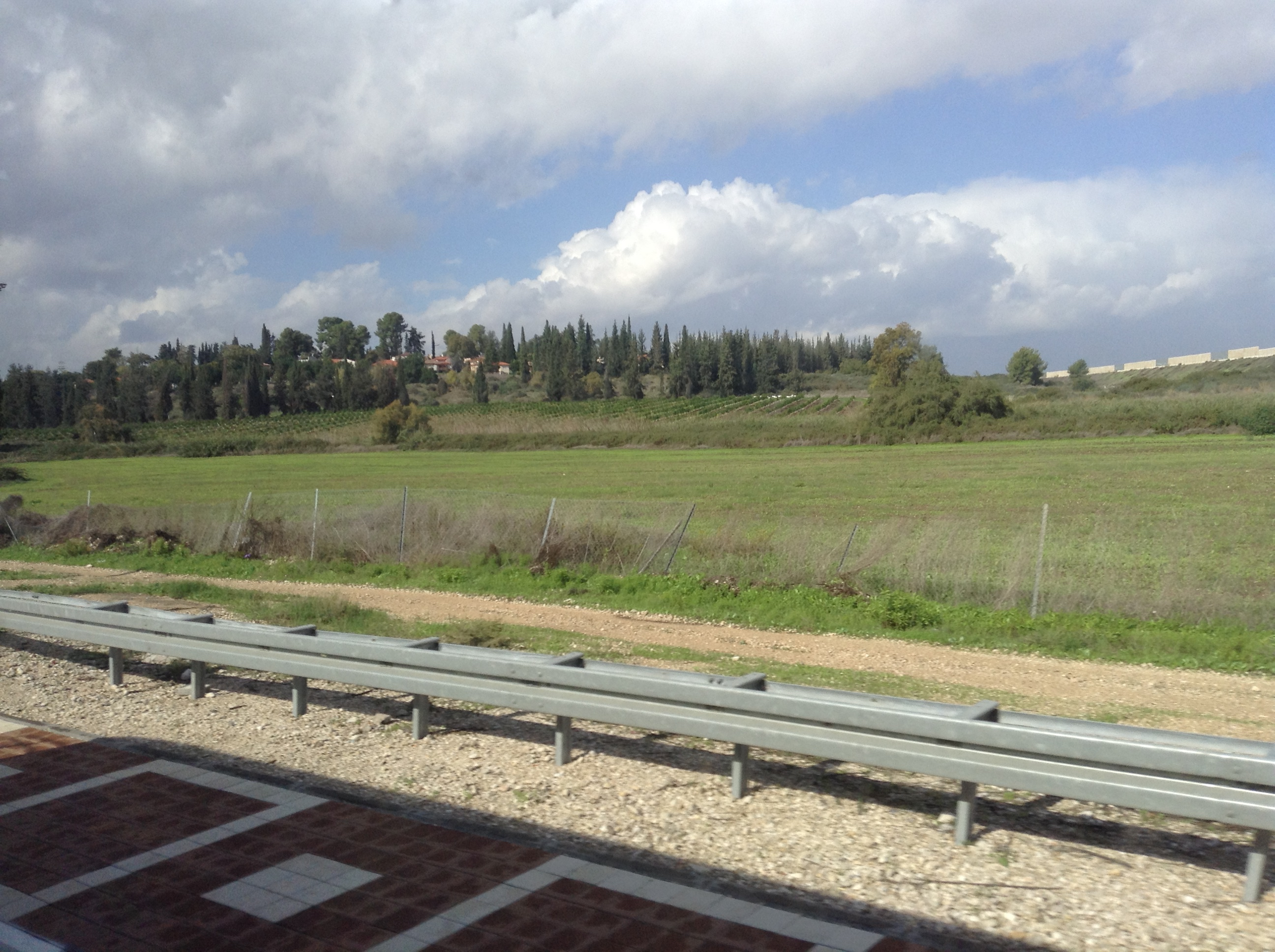
Дорога из Иерусалима в Ашдод

Южный округ (ивр. מחוז הדרום‎, мехоз ха-даром) — один из семи административных округов Израиля, имеющий среди всех округов наибольшую площадь (14 232 км²) и наименьшую плотность населения (77,77 чел./км²). Территория Южного округа составляет большую часть пустыни Негев и долины Арава.
Административный центр округа — Беэр-Шева, крупнейший город — Ашдод.
В Ашкелоне работает крупнейший в мире завод по опреснению воды (330 тыс. м³/день), работающий на принципе обратного осмоса.

## Население
По статистическим данным Центрального статистического бюро Израиля население округа на 2023 год составляет 1 422 700 человек.
В процентном соотношении:
- Евреи: 834 000 чел. (75,3 %)
- Арабы: 201 900 чел. (18,3 %)
- Другие: 71 000 чел. (6,4 %)

## Местные советы
- Арара-ба-Негев (Арарат ан-Накаб)
- Кусейфе (Ксейфа)
- Лакия
- Лехавим
- Мейтар
- Мицпе-Рамон
- Омер
- Неот-Ховав (промышленный)
- Тель-Шева (Тель ас-Саби)
- Хура
- Сегев-Шалом (Шукиб ас-Салям)

## Региональные советы
- Аль-Касум
- Беэр-Товия
- Бней-Шимон
- Йоав
- Лахиш
- Мерхавим
- Неве-Мидбар
- Рамат-ха-Негев
- Сдот-Негев
- Тамар
- Хевель-Эйлот
- Хоф-Ашкелон
- Ха-Арава-ха-Тихона (Центральная Арава)
- Шаар а-Негев
- Шафир
- Эшколь